# Opel Corsa
Pour les articles homonymes, voir Corsa.
La Corsa est une automobile citadine du constructeur automobile allemand Opel, commercialisée à partir du début des années 1980. Depuis son lancement l'Opel Corsa a été produite à plus de 14 millions d'exemplaires. Les 5 premières générations étaient produite sous l'égide du constructeur américain General Motors (GM), puis l'actuelle génération sous celle du groupe PSA Peugeot-Citroën (PSA).

## Historique
L’Opel Corsa première est déclinée selon les générations sous plusieurs variantes :
- 3 et 5 portes à hayon (bicorps)
- 2 et 4 portes à malle (berline tricorps)
- Break 5 portes sur certains marchés (Chine notamment)

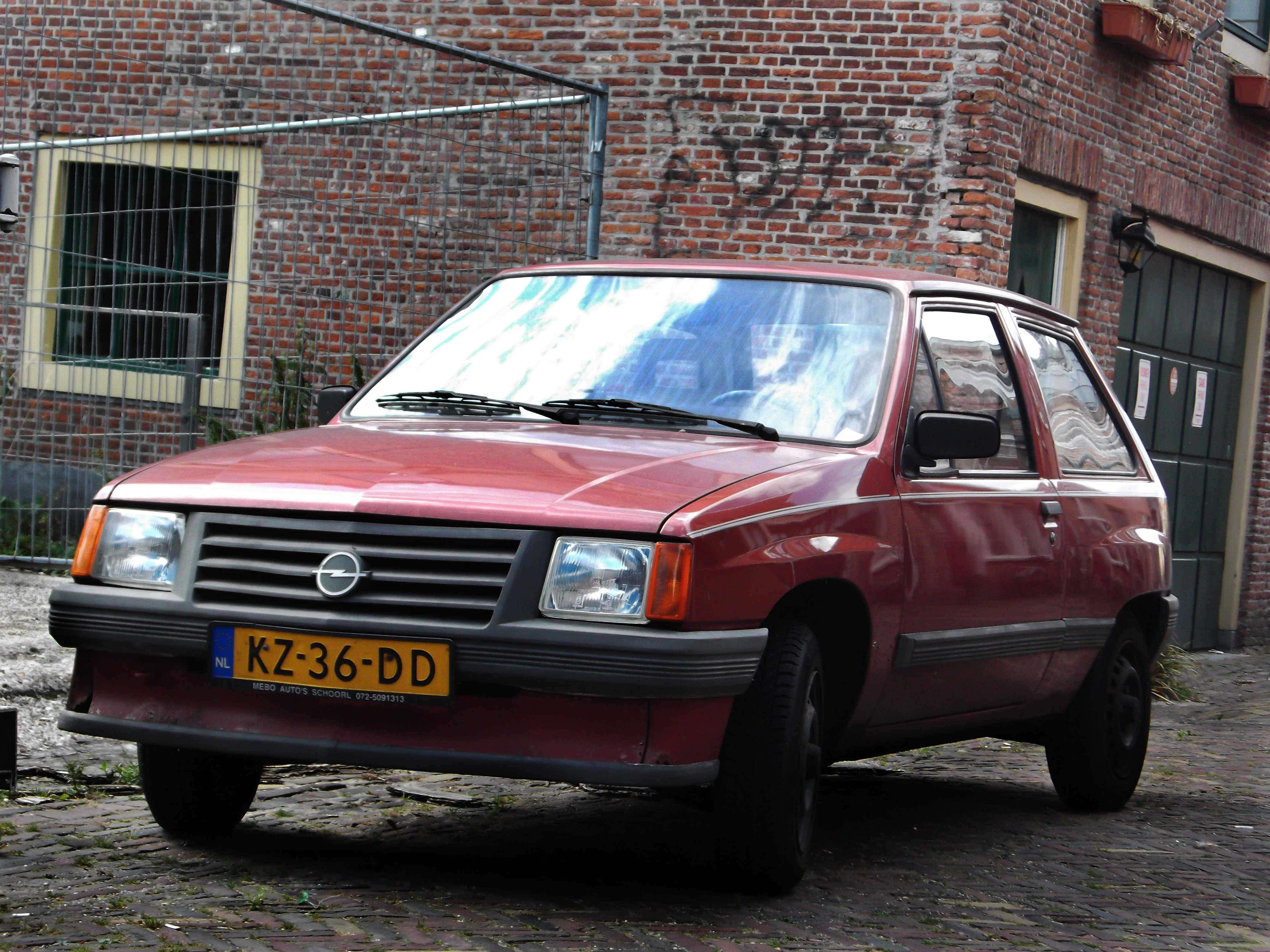
Opel Corsa Q (1982).
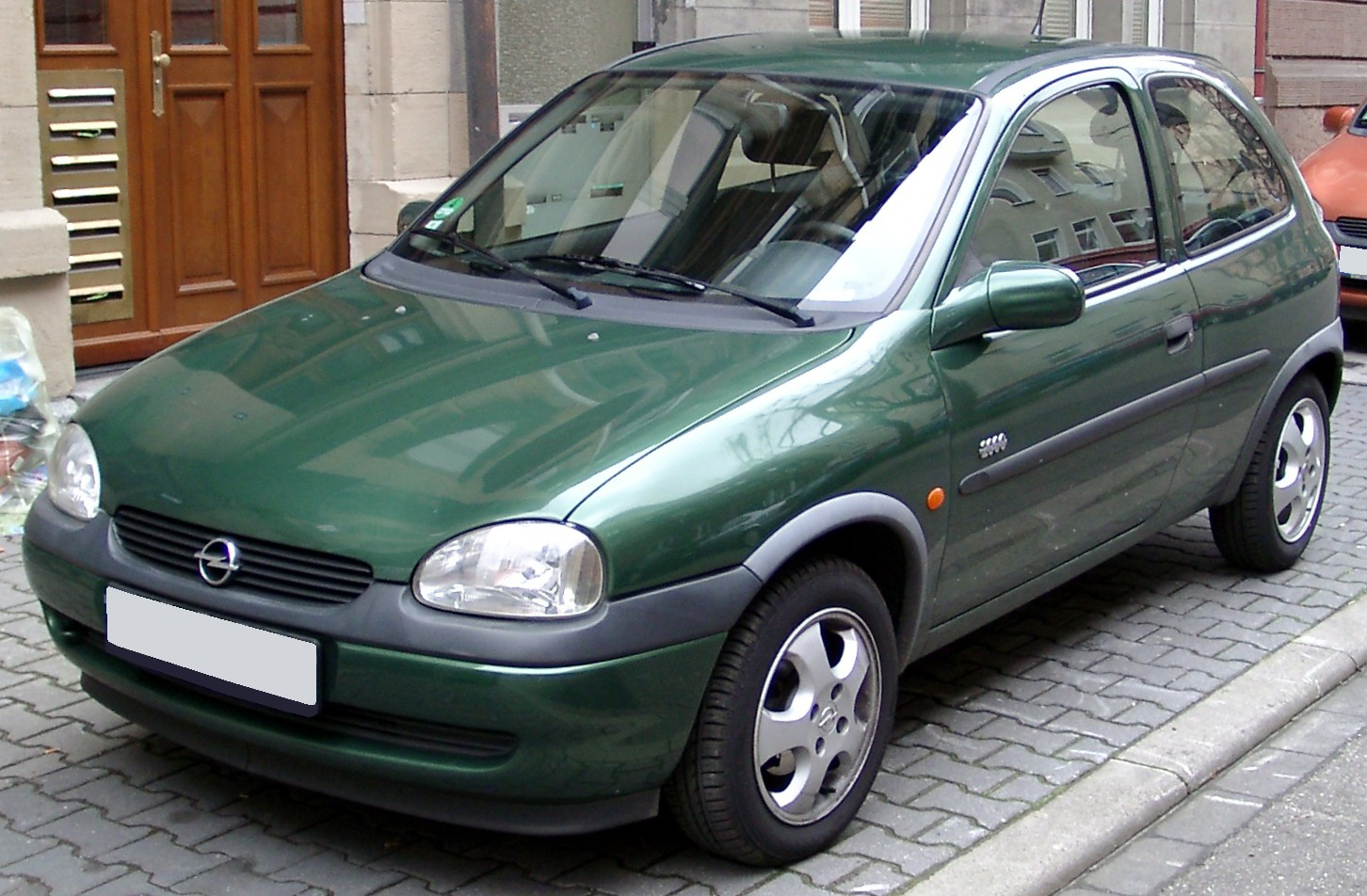
Opel Corsa R (2000).
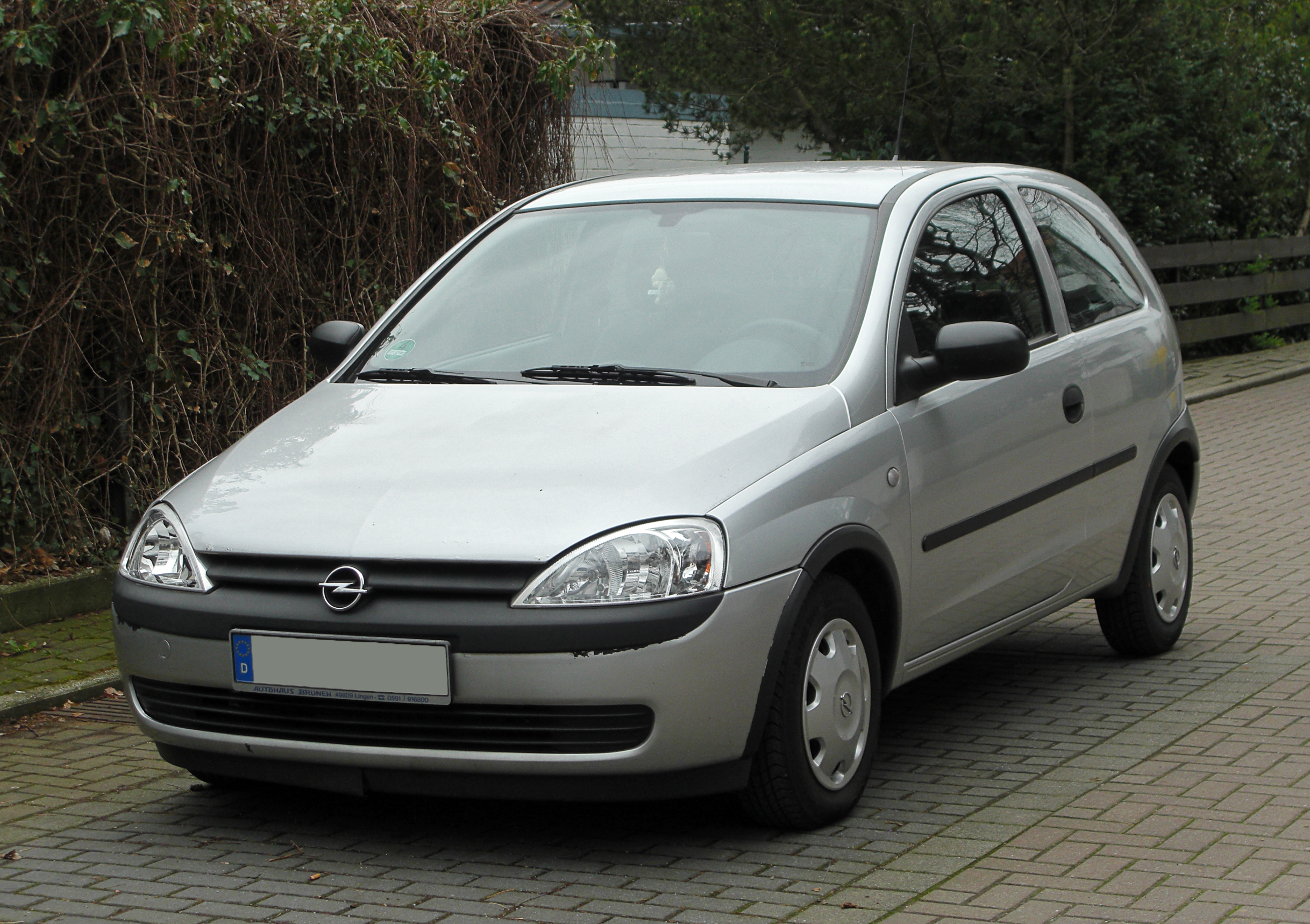
Opel Corsa S (2000).

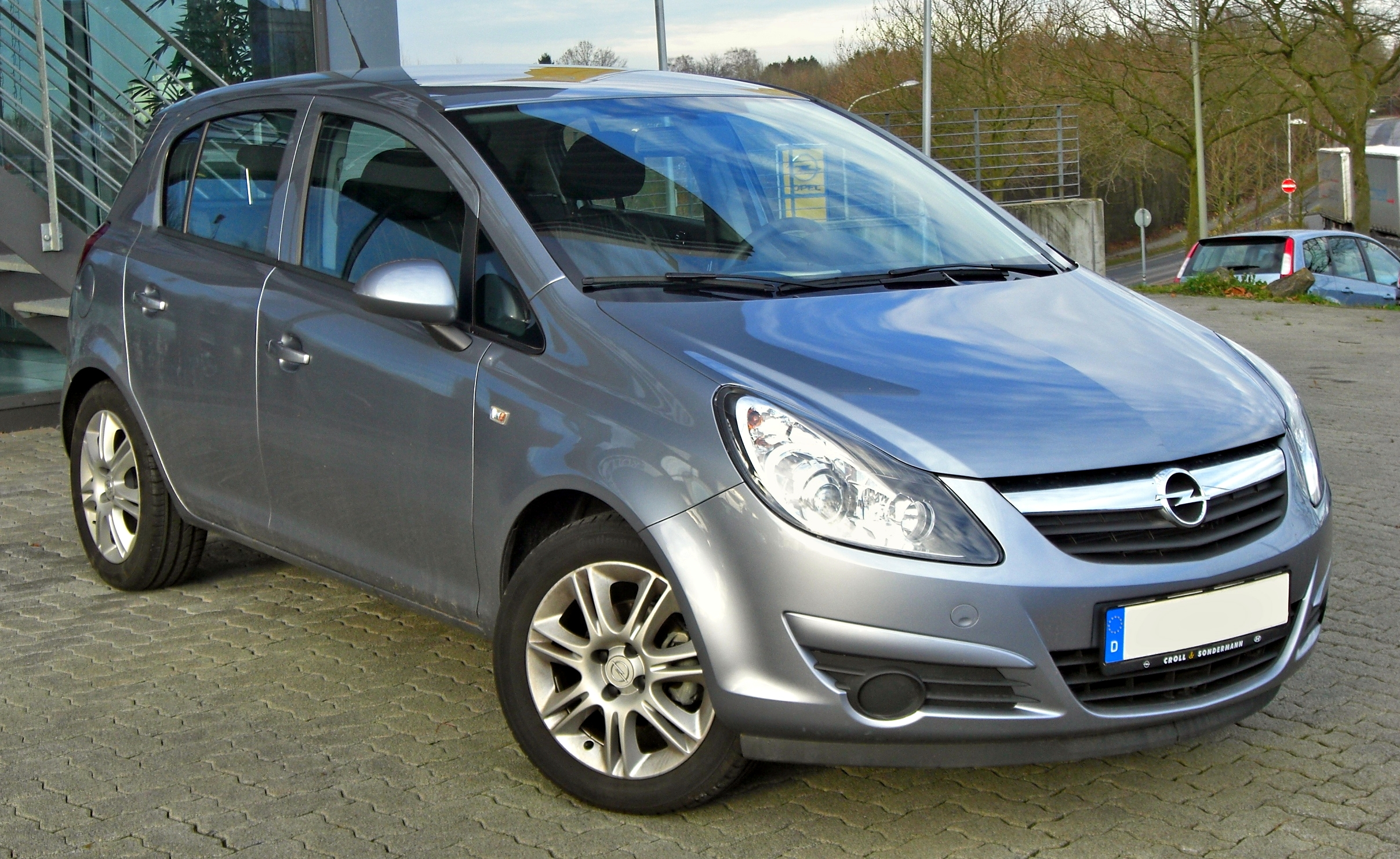
Opel Corsa T (2013).
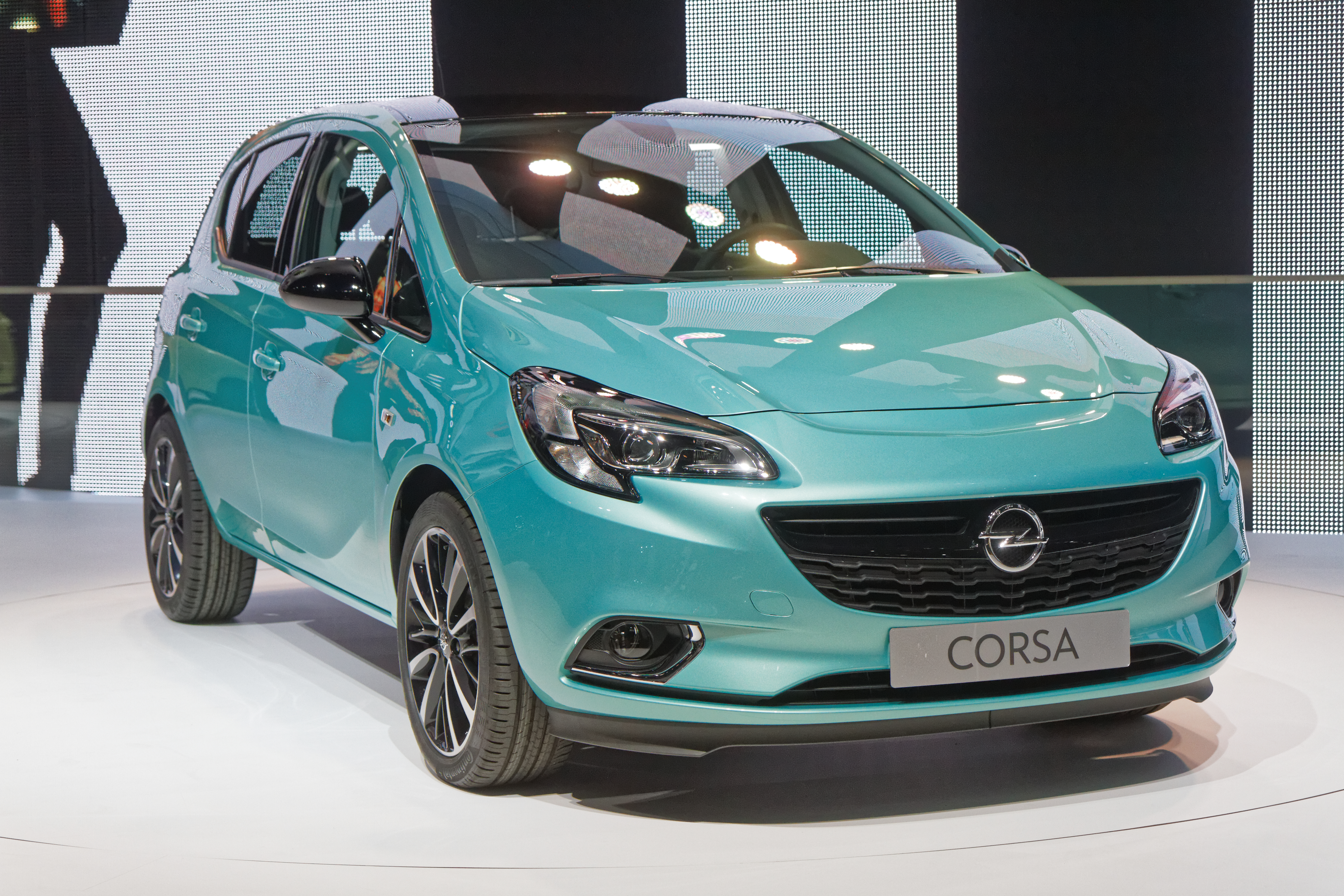
Opel Corsa U (2019).
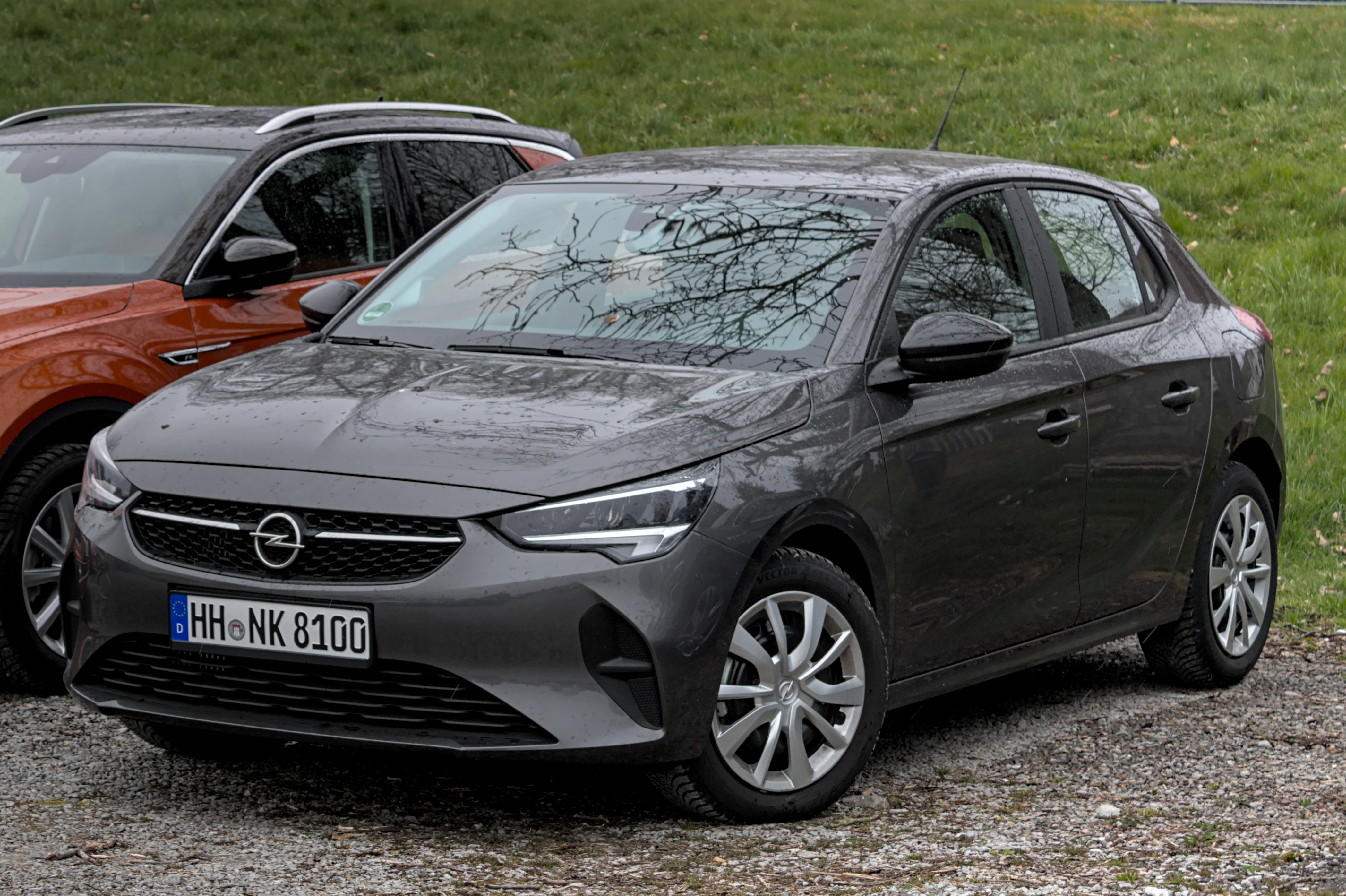
Opel Corsa V (2019).

## Corsa A (1982 - 1993)
La Corsa A est présentée au Salon automobile de Paris en octobre 1982. Elle est assemblée dans l'usine Opel en Espagne (à Saragosse, dans une usine robotisée à 90 %). Au départ, la Corsa n'est disponible qu'avec des moteurs à essence. Elle bénéficie, en fin des années 1980, de la greffe du bloc 1,5 litre diesel de provenance Isuzu (bloc plus moderne que le 1,6 litre diesel d'origine Opel qui équipait jusqu'à présent la gamme Kadett, Ascona...) et même par la suite de la variante turbo diesel de ce 1 500 cm3 diesel qui continua à équiper les premières versions de Corsa B.

### Motorisations
La palette de moteurs disponible est assez vaste, du petit 1 litre 45 ch au 1,6 litre 100 ch essence en passant par le 1,5 litre diesel et le 1,5 turbo diesel, ces deux derniers provenant du constructeur japonais Isuzu, appartenant au groupe General Motors, les blocs essence existant dans les modèles Kadett et Ascona.
1 litre essence (10S)
- 4-cylindres en ligne, à soupapes en tête (8), de 33 kW (45 ch) à 5 400 tr/min

1,2 litre essence OHC 
- (12ST) 4-cylindres en ligne, à arbre à cames en tête (8 soupapes), de 40 kW (55 ch) à 5 600 tr/min
- (C12NZ) 4-cylindres en ligne à arbre à cames en tête (8 soupapes), injection monopoint, de 33 kW (45 ch)

1,3 litre essence OHC (13SB)
- 4-cylindres en ligne, à simple arbre à cames en tête (8 soupapes), de 51 kW (70 ch) à 5 800 tr/min

1,4 litre essence OHC (évolution du 1.3 ci-dessus, idem sauf course des pistons allongée) 53 kW, 75 ch
1,6 litre 8v essence (moteur de la Corsa A GSi - 100 ch)
- 4-cylindres en ligne, à simple arbre à cames en tête (8 soupapes)
  - E16SE (Opel Corsa a gsi phase 1) : alimentation par injection multipoint l-Jetronic (Bosch)
  - C16SE (Opel Corsa a gsi phase 2) : alimentation par injection multipoint Siemens.

## Corsa B (1993 - 2000)
Lancée en 1993, la Corsa B rompt avec la ligne « carrée » et anguleuse de la Corsa A sortie précédemment.

## Corsa C (2000 - 2006)
La Corsa C a été lancée en octobre 2000 et restylée en septembre 2003. La fiabilité est en progrès par rapport à la génération précédente et les prestations générales sont en hausse. Le comportement routier reste perfectible malgré encore une fois de nets progrès. Elle monte en puissance avec le moteur 1.8 16V, qui est le moteur le plus puissant jamais proposé sur une Corsa pour équiper la version GSI.

### Motorisations
Essence
3 cylindres :
- 1 litre 12V, 973 cm3, 43 kW (58 ch) à 5 600 tr/min, 85 N m à 3 800 tr/min
- 1 litre 12V twinport, 998 cm3, 44 kW (60 ch) à 5 600 tr/min, 88 N m à 3 800 tr/min

4cylindres :
- 1,2 litre 16V, 1 199 cm3, 55 kW (75 ch) à 5 600 tr/min, 110 N m à 4 000 tr/min
- 1,2 litre 16V twinport, 1 229 cm3, 59 kW (80 ch) à 5 600 tr/min, 110 N m à 4 000 tr/min
- 1,4 litre 16V, 1 389 cm3, 66 kW (90 ch) à 6 000 tr/min, 125 N m à 4 000 tr/min
- 1,8 litre 16V GSI, 1 796 cm3, 92 kW (125 ch) à 6 000 tr/min, 165 N m à 4 600 tr/min

Diesel
4 cylindres :
- 1,7 litre Di, 1 686 cm3, 48 kW (65 ch) à 4 400 tr/min, 130 N m de 2 000 à 3 000 tr/min (de décembre 2000 à septembre 2003)
- 1,7 litre DTi, 1 686 cm3, 55 kW (75 ch) à 4 400 tr/min, 165 N m de 1 800 à 3 000 tr/min (de décembre 2000 à septembre 2003)

Injection directe par rampe commune :
- 1,3 litre CDTi, 1 248 cm3, 51 kW (70 ch) à 4 000 tr/min, 170 N m de 1 750 à 2 500 tr/min d'origine Fiat FPT (à partir de septembre 2003)
- 1,7 litre CDTi, 1 686 cm3, 74 kW (100 ch) à 4 400 tr/min, 240 N m à 2 300 tr/min (à partir de septembre 2003)

## Corsa D (2006 - 2014)
La Corsa de 4e génération (Opel Corsa D) est commercialisée de 2006 à 2014. Étudiée à l'époque de la coopération avec Fiat, cette dernière série repose sur la plate-forme de la Grande Punto du constructeur italien et, comme sa devancière, hérite des nombreuses motorisations de la banque mécanique de Fiat.

### Motorisations
Twinport Ecotec Essence
- 1.0, 998 cm3, 65 ch/48 kW, 155 km/h, 0 à 100 km/h en 18,2 s, 120[4] g/km CO2.
- 1.2, 1 229 cm3, 85 ch/63 kW, 172 km/h, 0 à 100 km/h en 13,6 s, 129[5] g/km CO2.

Ce moteur équipe aussi la version bi-carburation Essence/GPL (Gaz de pétrole liquéfié) commercialisée à partir de 2009 jusqu'à fin 2010. Les sièges de soupapes et la culasse ont été renforcés pour le fonctionnement au GPL, ses performances diffèrent un peu de la version essence : 1,2, 1 229 cm3, 75 ch/55 kW, 155 km/h.
- 1.4, 1 398 cm3, 100 ch, 180 km/h, 0 à 100 km/h en 11,9 s, 134[6] g/km CO2
- 1.6 turbo OPC, 1 598 cm3, 192 ch, 225 km/h, 0 à 100 km/h en 7,2 s, 172[7] g/km CO2.
- 1.6 turbo 150ch (GSI)

CDTi Ecoflex Diesel
- CDTi Fiat FPT 1.3, 1 248 cm3, 75 ch/55 kW, 163 km/h, 0 à 100 km/h en 14,5 s, 105 g CO2/km
- CDTi Fiat FPT 1.3, 1 248 cm3, 95 ch/70 kW, 177 km/h, 0 à 100 km/h en 12,3 s, 94 g CO2/km
- CDTi 1.7, 1 686 cm3, 130 ch/96 kW, 200 km/h, 0 à 100 km/h en 9,5 s, 119[8] g/km CO2.

Opel a sorti une version utilitaire de cette voiture, la « Corsa Van ». Les différences avec la version résident uniquement en la suppression de la banquette arrière ainsi que des vitres arrière remplacées par de la tôle.
Elle est disponible avec les motorisations suivantes :
- CDTi Fiat FPT 1,3 litre, 1 248 cm3, 75 ch
- CDTi Fiat FPT 1,3 litre, 1 248 cm3, 90 ch

### Facelift 2010

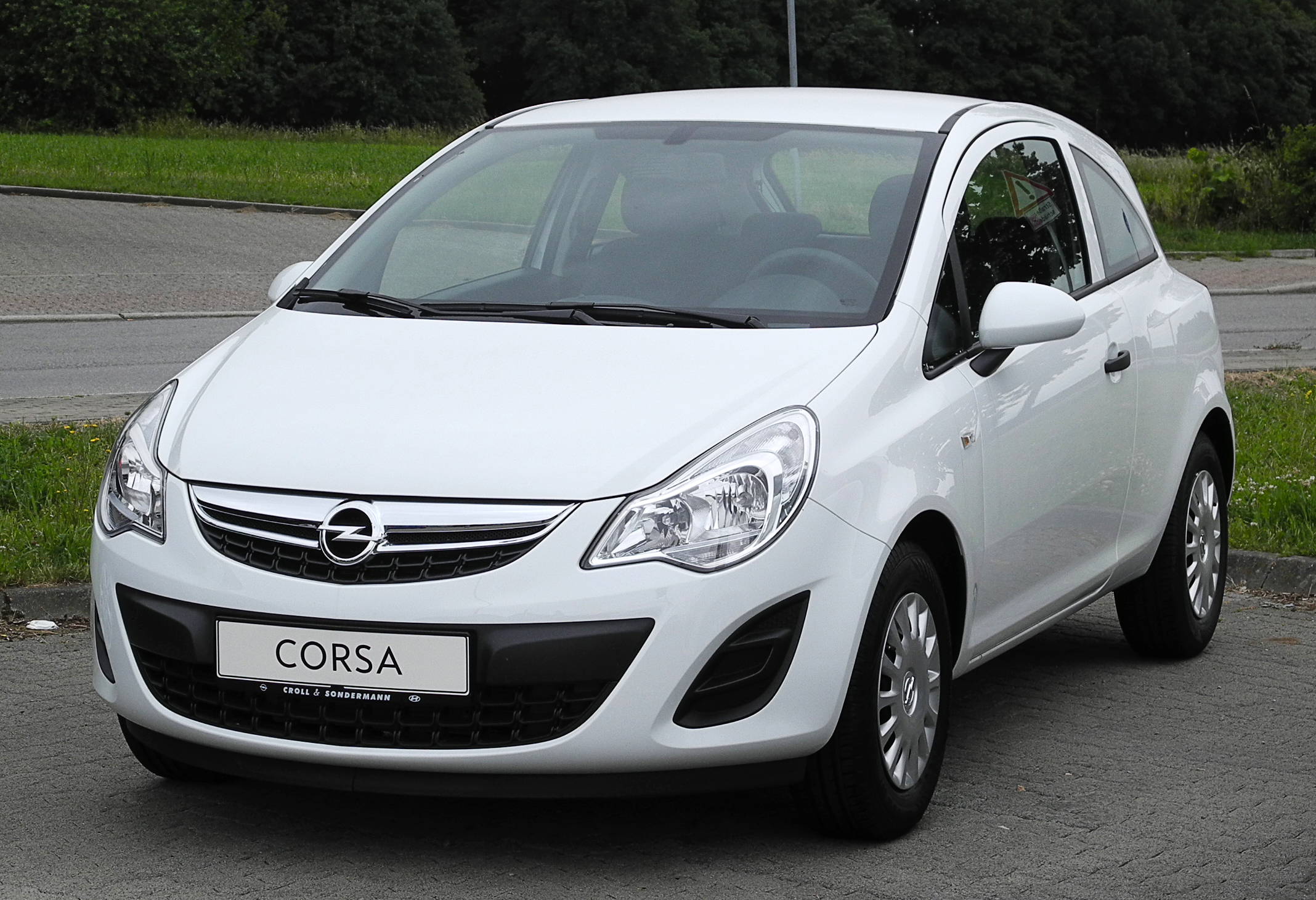
Corsa D restylée (fin 2010)

En novembre 2010, un « facelift » a été annoncé, avec une face avant revue, composée d'une nouvelle calandre, d'un pare-chocs redessiné comprenant « phares Eagle Eye » (déjà introduits sur la Meriva B, et de feux de jour introduits en standard.
Six niveaux de finition : Essentia, Edition, Cosmo, Design Edition, Color Edition et OPC. Sur certaines d'entre elles sont proposées des couleurs de carrosserie particulières (vert sauterelle, rouge magma ou beige guacamol) et de sellerie spécifique (orange Tabasco ou bleu acier).
« Touch and Connect » est un nouveau système multimédia qui sera disponible en option sur certaines Corsa, en remplacement du système multimédia CD60.

### Galerie

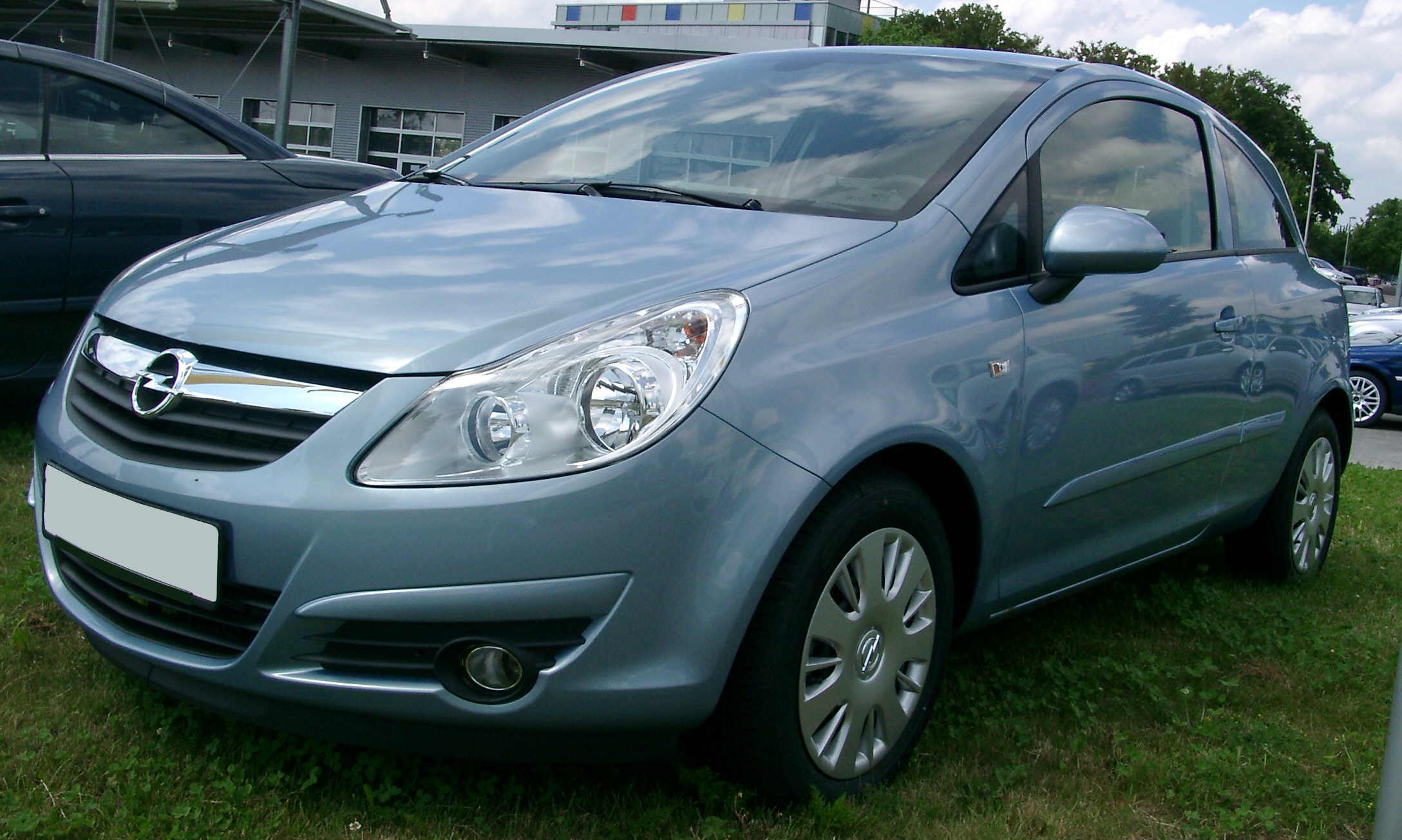
Corsa D, vue avant
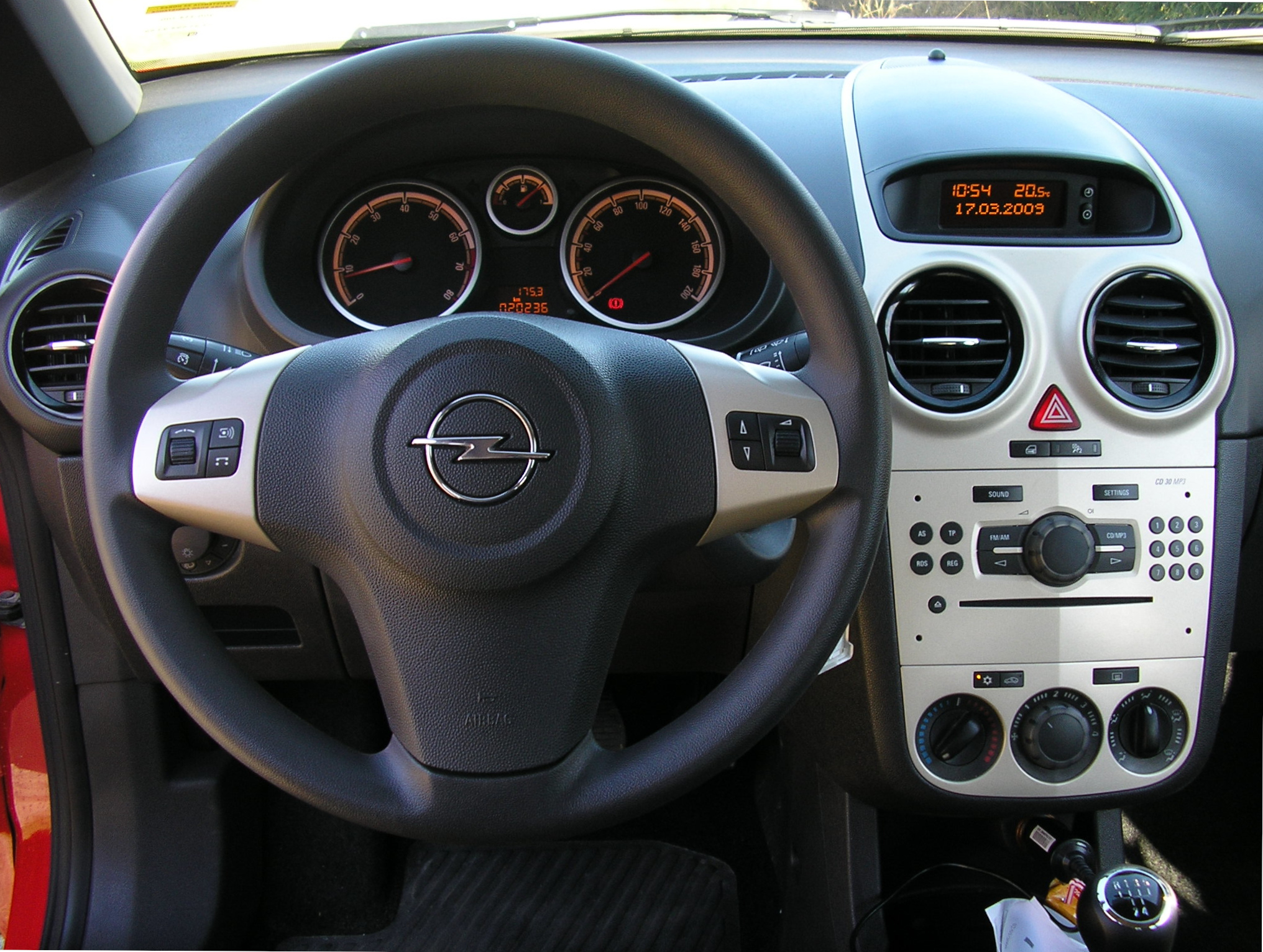
Corsa D, vue intérieure
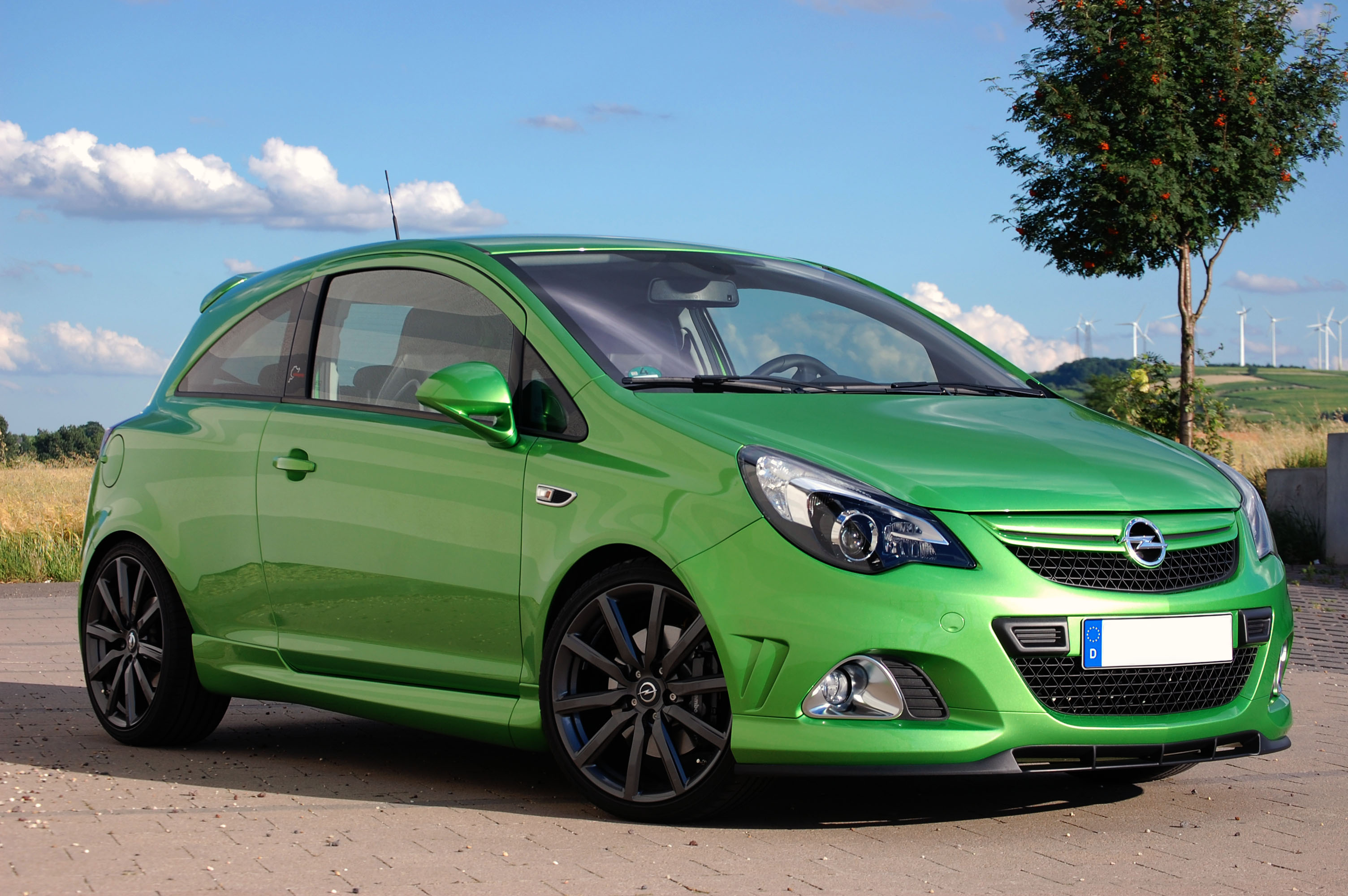
Corsa OPC Nürburgring Edition (depuis fin 04/2011)
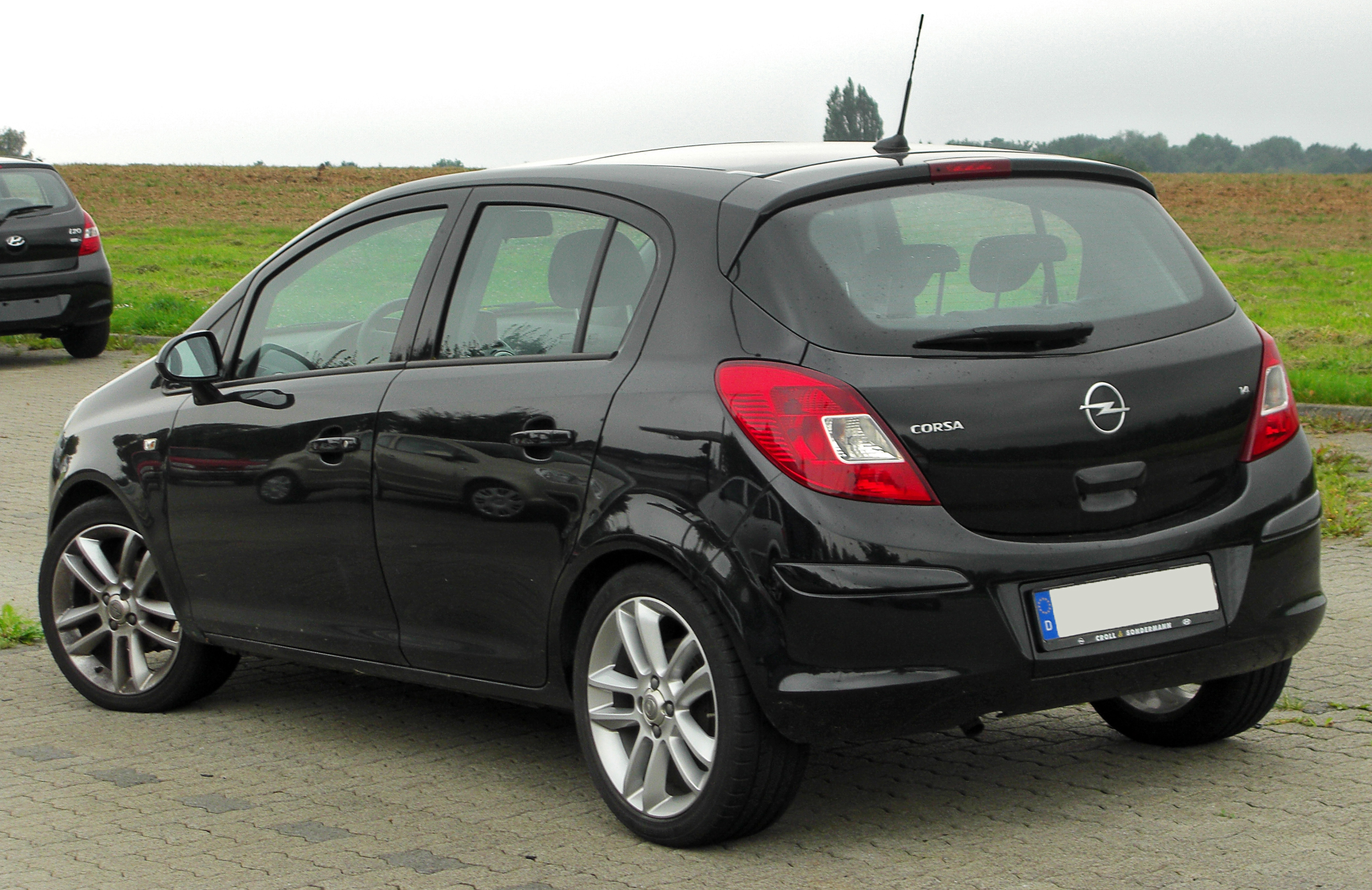

## Corsa E (2014 - 2019)

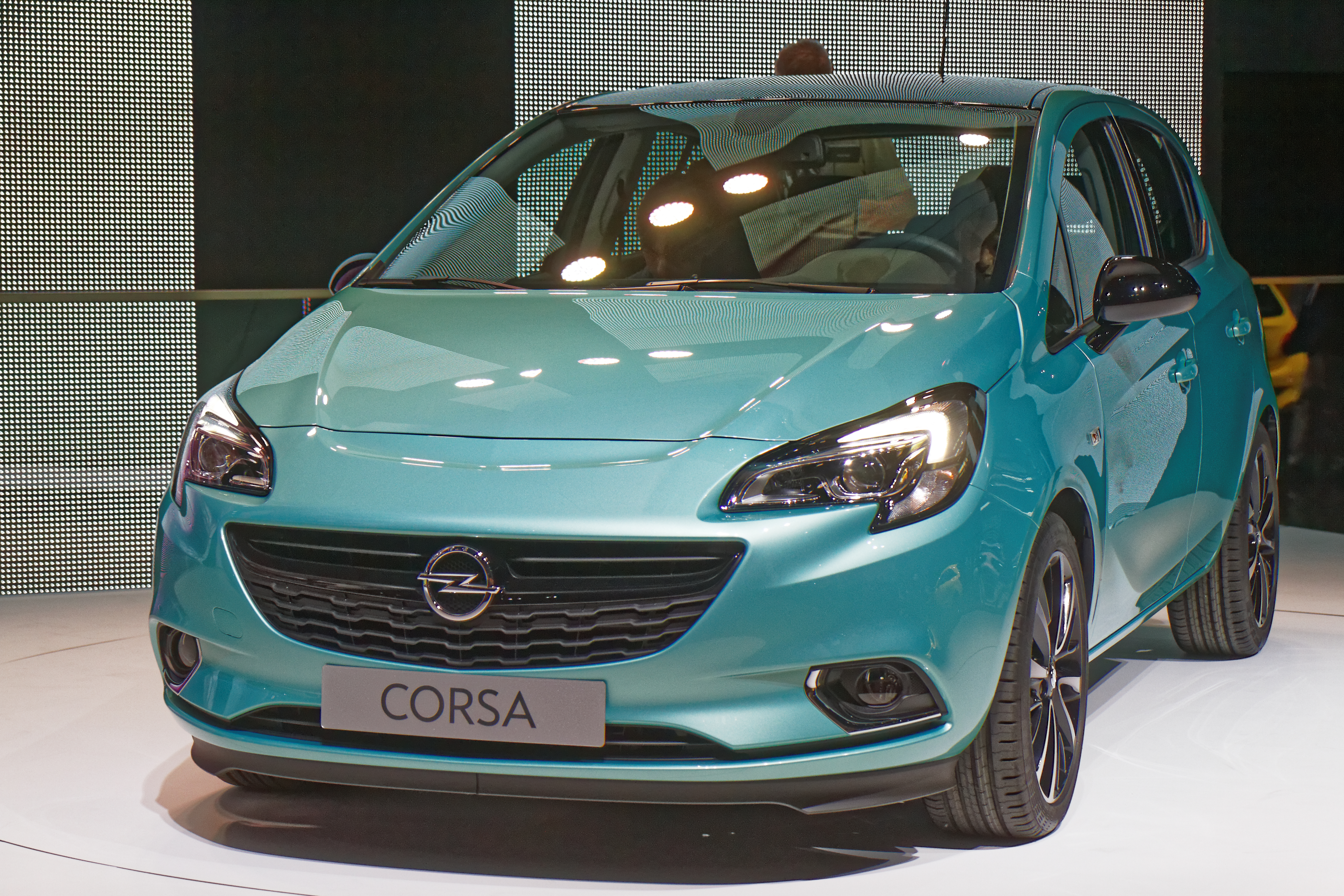
Opel Corsa E 5 portes.

La Corsa E est une évolution, profondément remaniée, de la Corsa D. Elle utilise la même plate-forme que la Fiat Grande Punto et l'Alfa Romeo MiTo.
Il s'agit de la dernière Corsa de l'ère General Motors.

### Finitions
- Enjoy
- Edition
- Excite
- Color Edition

Cosmo
- Innovation
- S
- Black Edition

#### Série spéciale
- 120 ans[11]
  - aide au stationnement ;
  - écran tactile 7 pouces ;
  - feux automatiques
  - inscription Opel "120 ans" sur les seuils de porte ;
  - jantes spécifiques ;
  - régulateur de vitesse.

### Versions sportives

#### OPC
Ce modèle de 207 ch n'existe plus en 2019 (suite aux normes anti-pollution).

#### GSi
Le 22 mars 2018, Opel dévoile une nouvelle version sportive de sa Corsa baptisée Corsa GSi dotée d'un moteur 1.4 de 150 ch. Elle remplace la Corsa OPC qui a arrêté sa carrière en 2017. Elle se démarque par des boucliers musclés, une prise d'air sur le bas du capot, un aileron arrière, une calandre en nid d’abeille, des jantes en alliage de 18 pouces et des rétroviseurs carbone. L'habitacle quant à lui reçoit un volant sport et un pédalier en aluminium, ou des sièges Recaro en option.

## Corsa F (2019 - )
L'Opel Corsa F est la sixième génération de la Corsa, et la première sous l'ère PSA Peugeot-Citroën (PSA) devenu par la suite Stellantis via sa fusion avec Fiat Chrysler Automobiles (FCA).

### Présentation
Après cinq générations de Corsa sur base General Motors, la Corsa F est la première Opel construite sur une base Peugeot à la suite du rachat du constructeur par PSA Peugeot-Citroën (PSA). Elle utilise la plate-forme modulaire CMP de PSA, sur laquelle reposent les DS 3 Crossback et Peugeot 208.